# Битка код Плесија
Битка код Плесија (23. јуна 1757), села у источном Бенгалу у Индији, била је одлучујућа победа британске Источноиндијске компаније над бенгалским навабом, савезником Француза, у трећем карнатском рату, који је вођен у Индији као колонијални продужетак Седмогодишњег рата између Велике Британије и Француске.

## Позадина
Осигуравши издају заповедника бенгалске армије, који су сковали заверу под вођством  Мир Џафара (хинд. Mir Jafar Ali Khan) против бенгалског владара Сираџ-уд-даула (хинд. Siraj ud-Daulah), командант колонијалних трупа британске Источноиндијске компаније Роберт Клајв се упутио 13. јула 1757. из Калкуте на север, у правцу бенгалске престонице Муршидабада (хинд. Murshidabad), са релативно малим снагама - 1.020 британских војника, 2.100 домородаца, 8 пољских топова и 2 хаубице. Бенгалски наваб (вицекраљ) Сираџ-уд-даула (хинд. Siraj ud-Daulah) кренуо му је у сусрет са војском јачине 15.000 коњаника, око 34.000 пешака и 57 топова, од чега једна француска батерија (50 људи и 4 топа). Одлучио је да борбу прими код Плесија, око 12 км јужно од Муршидабада, где је организовао утврђени логор.

## Битка
У зору 23. јула Клајв је избио од Плесија и улогорио се у непосредној близини бенгалског логора. Око 8 часова почео је артиљеријски дуел. Дејство артиљерије изненада је прекинула јака монсунска киша. Британци су оруђа и барут заштитили од кише, што Индијци нису учинили, и тако су за извесно време онемогућили употребу своје артиљерије. Сматрајући да су Клајвови топови, такође, онеспособљени, Мир Мадан (хинд. Mir Madan), једини навабу лојалан заповедник, кренуо је на јуриш са коњицом. Концентричном артиљеријском ватром јуриш је одбијен уз знатне индијске губитке, а погинуо је и сам Мир Мадан. Наваб је наредио Мир Џафару, вођи про-британске завере, да обнови напад, али овај није извршио наређење. Други командант, такође завереник, Рај Дурлаб (хинд. Rai Durlabh), успео је да убеди наваба да одустане од напада и повуче се у утврђени логор. Клајв се упутио за противником који се почео повлачити. Пред самим бенгалским логором развила се у 16 часова борба. Мир Џафар је са знатним делом бенгалских снага остао неактиван. Убрзо је остатак недовољно дисциплинованих навабових јединица захватила паника; сам наваб напустио је бојиште. Око 17 часова Клајв је овладао бенгалским логором. Пошто није имао коњицу, разбијеног противника није гонио. 

## Последице
Британци су имали 20 погинулих и 56 рањених, а Индијци око 500 погинулих. Ова победа омогућила је британцима освајање Бенгала и коначно одстранила Французе као британске колонијалне конкуренте у Индији.